# Cataetyx chthamalorhynchus
Cataetyx chthamalorhynchus är en fiskart som beskrevs av Cohen, 1981. Cataetyx chthamalorhynchus ingår i släktet Cataetyx och familjen Bythitidae. Inga underarter finns listade i Catalogue of Life.